# المسجد العتيق (بنغازي)

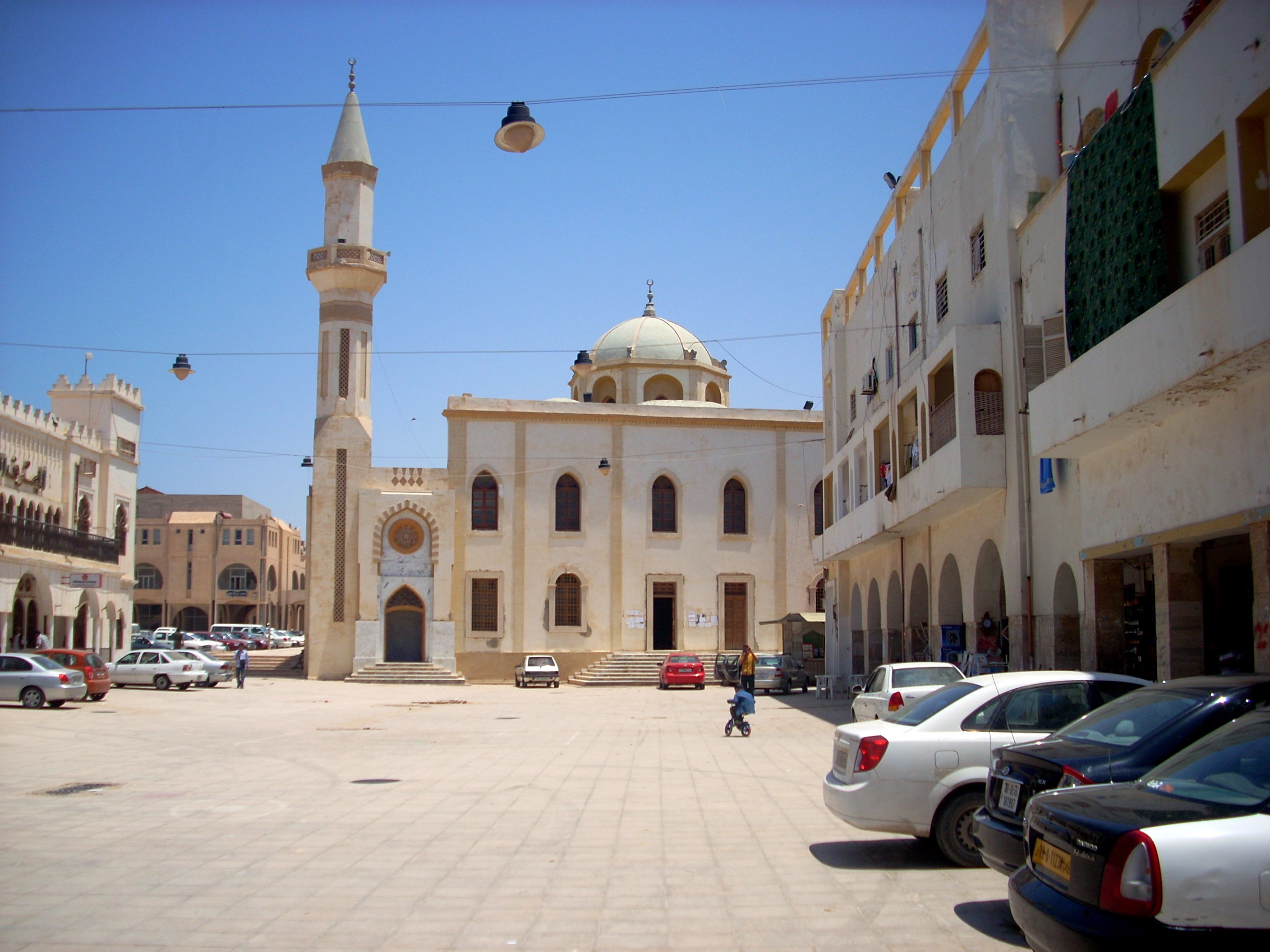
المسجد العتيق

المسجد العتيق ببنغازي يوجد في ميدان البلدية في بنغازي، ليبيا. ويعتبر من أقدم مساجد المدينة التي لا تزال قائمة، حيث يرجع تاريخ تأسيسه إلى العام 1577 م. أي في العهد العثماني الأول في مدينة بنغازي. كانت به مئذنة تاريخية أزيلت في صيانة التي أُجريت عام 1973م.
حيث قام ببناء الجامع "الشيخ عبد السميع القاضي "بعد قدومه من مدينة مصراته وقامت بتطوير وتكبير الجامع بعد ذلك الحكومة العثمانية وفي سبعينيات القرن الماضي اجريت أعمال صيانة للجامع وقامو بازلة رفات الشيخ ودفنت خارج المسجد.

## بيبلوغرافيا
- Elmahmudi، Abdalla Ahmed Abdalla (1997). The Islamic cities in Libya: planning and architecture. P. Lang. ISBN:978-0-8204-3290-8. مؤرشف من الأصل في 2020-02-09. اطلع عليه بتاريخ 2013-04-13.
- Ham، Anthony (2007). Libya. Ediz. Inglese. Lonely Planet. ص. 127. ISBN:978-1-74059-493-6. مؤرشف من الأصل في 2020-02-09. اطلع عليه بتاريخ 2013-04-13.